# Tórim
Tórim, anteriormente nombrado Torin, (en idioma yaqui Torim: "Ratas") es un pueblo del municipio de Guaymas, ubicado en el sur del estado mexicano de Sonora, en la zona del valle del Yaqui. Según los datos del Censo de Población y Vivienda realizado en 2020 por el Instituto Nacional de Estadística y Geografía (INEGI), Tórim tiene un total de 994 habitantes. Es uno de los ocho pueblos en que fueron asentados los yaquis por los misioneros jesuitas, junto con Pótam, Vícam, Bácum, Cócorit, Huiribis, Belem y Rahum. Se le dio la categoría de pueblo en 1901.
Fue cabecera de su propio municipio cuando este se creó el 31 de agosto de 1911, pero fue suprimido y agregado al territorio del de Guaymas el 21 de diciembre de 1927.

## Geografía
Tórim se sitúa en las coordenadas geográficas 27°34'40" de latitud norte y 110°13'32" de longitud oeste del meridiano de Greenwich, a una elevación de 16 metros sobre el nivel del mar.